# جایزه منتخب مردمی جشنواره بین‌المللی فیلم تورنتو برای فیلم‌های مستند
جایزه منتخب مردمی جشنواره بین‌المللی فیلم تورنتو برای فیلم‌های مستند جایزه‌ای سالانه است که توسط جشنواره بین‌المللی فیلم تورنتو به فیلمی که به عنوان محبوب‌ترین فیلم مستند سال از نگاه تماشاگران جشنواره شناخته شده، اهدا می‌شود.
این جایزه برای اولین بار در سال ۲۰۰۹ معرفی شد. تا پیش از این، فیلم‌های مستند نیز مستعد دریافت جایزه منتخب مردمی جشنواره بین‌المللی فیلم تورنتو بودند.

## روند
روند رای‌گیری مانند فیلم‌های سینمایی برگزیده مردمی است: پس از اکران هر فیلم مستند، از شرکت‌کنندگان دعوت می‌شود تا با گذاشتن برگه‌های بلیت خود در صندوق‌های رای خارج از سالن، به فیلم مورد نظر رای دهند.

## برگزیدگان
| سال                                        | فیلم                                                                           | نویسنده (گان)                     | ارجاع  |
| ------------------------------------------ | ------------------------------------------------------------------------------ | --------------------------------- | ------ |
| ۲۰۰۹                                       | دوقلوهای تاپ: دختران دست نخورده                                                | لیان پولی                         | [ ۴ ]  |
| ۲۰۰۹                                       | کاپیتالیسم: یک داستان عاشقانه                                                  | مایکل مور                         | [ ۴ ]  |
| ۲۰۱۰                                       | قدرت طبیعت: فیلم دیوید سوزوکی                                                  | اشتورتلا گونارشون                 | [ ۵ ]  |
| ۲۰۱۰                                       | دلتنگی برای نور                                                                | پاتریسیو گوسمان                   | [ ۵ ]  |
| ۲۰۱۱                                       | رئیس‌جمهور جزیره                                                                | جان شنک                           | [ ۶ ]  |
| ۲۰۱۱                                       | موقعیت اول                                                                     | بس کارگمن                         | [ ۶ ]  |
| ۲۰۱۱                                       | پرل جم ۲۰                                                                      | کامرون کرو                        | [ ۶ ]  |
| ۲۰۱۲                                       | مصنوعی (فیلم)                                                                  | جرد لتو                           | [ ۷ ]  |
| ۲۰۱۲                                       | طوفان موج سواران سه بعدی                                                       | کریستوفر نیلیوس و جاستین مک میلان | [ ۷ ]  |
| ۲۰۱۲                                       | انقلاب                                                                         | راب استورات                       | [ ۷ ]  |
| ۲۰۱۳                                       | میدان (فیلم مستند)                                                             | جیهان نجیم                        | [ ۸ ]  |
| ۲۰۱۳                                       | های-هو میستاهی!                                                                | آلانیس اوبامساوین                 | [ ۸ ]  |
| ۲۰۱۳                                       | فراتر از لبه                                                                   | لیان پولی                         | [ ۸ ]  |
| ۲۰۱۴                                       | ضربات آنتونوف                                                                  | هاجوج کوکا                        | [ ۹ ]  |
| ۲۰۱۴                                       | آیا من همجنسگرا به نظر می‌رسم؟                                                  | دیوید ثورپ                        | [ ۹ ]  |
| ۲۰۱۴                                       | سیمور: یک معرفی رسمی                                                           | ایثن هاک                          | [ ۹ ]  |
| ۲۰۱۵                                       | زمستان در آتش: نبرد اوکراین برای آزادی                                         | اوگنی آفینیفسکی                   | [ ۱۰ ] |
| ۲۰۱۵                                       | این همه چیز را تغییر می‌دهد                                                     | اوی لوئیس                         | [ ۱۰ ] |
| ۲۰۱۵                                       | آل پوردی اینجا بود                                                             | برایان دی. جانسون                 | [ ۱۰ ] |
| ۲۰۱۶                                       | من کاکاسیاه تو نیستم                                                           | رائول پک                          | [ ۱۱ ] |
| آباکوس: به اندازه کافی کوچک برای زندانی‌شدن | استیو جیمز                                                                     |                                   | [ ۱۱ ] |
| پیش از سیل                                 | فیشر استیونس                                                                   |                                   | [ ۱۱ ] |
| ۲۰۱۷                                       | چهره‌ها، روستاها                                                                | انیس واردا و جی آر                | [ ۱۲ ] |
| دویدن طولانی مدت                           | جنیفر بایچوال و نیکلاس دی پنسیر                                                |                                   | [ ۱۲ ] |
| سایز فوق‌العاده من ۲: مرغ مقدس!             | مورگان اسپرلاک                                                                 |                                   | [ ۱۲ ] |
| ۲۰۱۸                                       | انفرادی آزاد                                                                   | الیزابت چای واشارهی و جیمی چین    | [ ۱۳ ] |
| این همه‌چیز را تغییر می‌دهد                  | تام داناهیو                                                                    |                                   | [ ۱۳ ] |
| بزرگ‌ترین مزرعه کوچک                        | جان چستر                                                                       |                                   | [ ۱۳ ] |
| ۲۰۱۹                                       | غار                                                                            | فراس فیاض                         | [ ۱۴ ] |
| من تنها نیستم                              | گارین هوانیسیان                                                                |                                   | [ ۱۴ ] |
| پدرها                                      | برایس دالاس هاوارد                                                             |                                   | [ ۱۴ ] |
| ۲۰۲۰                                       | هندی ناخوشایند                                                                 | میشل لاتیمر                       | [ ۱۵ ] |
| ۲۰۲۰                                       | به دلیل محدودیت‌های حاصل از دنیاگیری کووید-۱۹ در کانادا برگزیده دوم انتخاب نشد. |                                   | [ ۱۵ ] |
| ۲۰۲۱                                       | نجات                                                                           | الیزابت چای واشارهی و جیمی چین    | [ ۱۶ ] |
| دیون وارویک: مرا مجبور نکن                 | دیو وولی و دیوید هیلبرونر                                                      |                                   | [ ۱۶ ] |
| فرار کن                                    | یوناس پوهر راسموسن                                                             |                                   | [ ۱۶ ] |
| ۲۰۲۲                                       | یخ سیاه                                                                        | هوبرت دیویس                       | [ ۱۷ ] |
| مایا و موج                                 | استفانی جانز                                                                   |                                   | [ ۱۷ ] |
| ۷۵۲ یک عدد نیست                            | بابک پیامی                                                                     |                                   | [ ۱۷ ] |